# Estelle Beauchamp
Estelle Beauchamp est une écrivaine canadienne francophone.

## Biographie
Après des études de lettres, Estelle Beauchamp fait carrière dans l’enseignement des langues à Montréal, sa ville natale. Arrivée à Ottawa en 1974, elle  enseigne le français et participe à l’élaboration de matériel pédagogique. Elle se consacre maintenant à l’écriture. Elle est l’auteure des romans Les Mémoires de Christine Marshall, La Vie empruntée et Les enfants de l'été (Prix Émile-Ollivier). Elle écrit à l’occasion des nouvelles dans la revue Virages.
Estelle Beauchamp est membre de l'Association des auteures et auteurs de l'Ontario français.

## Prix et distinctions
- Prix littéraire Trillium, 2011.
- Prix du livre d’Ottawa, Un souffle venu de loin, 2011.
- Prix Émile-Ollivier, Les Enfants de l’été, 2005.

## Titres publiés

### Roman
- 2010 - Un souffle venu de loin, Prise de parole
- 2004 - Les Enfants de l’été, Prise de parole- Prix Émile-Ollivier, finaliste du Prix du livre d'Ottawa, finaliste du Prix des lecteurs Radio-Canada, finaliste du Prix Trillium
- 1998 - La Vie empruntée, Prise de parole
- 1995 - Les Mémoires de Christine Marshall, Prise de parole

### Nouvelle
- 1993 - Tango et Couvre-feu dans Rendez-vous, place de l’Horloge, collectif de nouvelles, Sudbury, Éditions Prise de parole